# عمل إيجابي
يصف مصطلح العمل الإيجابي سلسلة الاحتجاجات السياسية والإضرابات في غانا قبل الاستقلال وحملة النشاط السياسي. وأطلق الحملة كوامي نكروما قبل انتخابه بالاقتراع الشعبي حاكمًا على جولد كوست وبعد ذلك رئيس وزراء غانا بعد الاستقلال. وأُطلقت حملة من الإجراءات الإيجابية لمحاربة الإمبريالية من خلال نبذ العنف وتعليم الشعب. وعلى الرغم من ذلك، عندما أُطلقت حملة نكروما اندلعت أعمال شغب في جميع أنحاء العاصمة أكرا.
انتهت حملة انتخابات نكروما بتحول غانا من مستعمرة بريطانية إلى دولة مستقلة، وبالتالي انتهاء عملية إنهاء الاستعمار.